# Волво XC40
Волво XC40 (швед. Volvo XC40) је компактни луксузни кросовер, који производи шведска фабрика аутомобила Волво од 2017. године.

## Историјат
Представљен је септембра 2017. године, а производња је започела новембра исте године. XC40 је тренутно најмањи кросовер у гами и дели естетику, инжењеринг и квалитет већих кросовера XC60 и XC90, покупивши њихове најбоље особине.
Часопис What Car? га прогласио за аутомобил године јануара 2018, а на сајму аутомобила у Женеви исте године додељена му је награда за Европски аутомобил године.

### Опрема
XC40 је први Волво који је користио нову CMA платформу, коју деле аутомобили Волвоа, Џилија и модели Lynk & Co. У односу на конкуренте као што су Ауди Q3, BMW X2 и Ренџ Ровер евок, Волво XC40 је у великој мери другачији. Остали конкуренти су му BMW X1 и Мерцедес ГЛА класе.
Волво XC40 је СУВ такозваног Ц−сегмента. Иако је најмањи у гами, одликује се великом пространошћу. Са нешто мање од четири и по метра дужине, пружа доста простора, поготово на задњим седиштима. Пртљажник запремине 460 литара је један од највећих у класи и један је од најпрактичнијих, отвара се и затвара замахивањем ногом испод задњег браника. Кабина XC40 је обложена са квалитетним материјалима као већи СУВ модели Волвоа.
XC40 има изузетно богату стандардну опрему која укључује аутоматско кочење не само при мањим брзинама, у вожњи по граду, већ при свим брзинама, укључујући и раскрснице. У тим ситуацијама препознаје друга возила у саобраћају, али и пешаке, бициклисте и животиње на путу. Сваки XC40 је опремљен системом за помоћ за задржавање возила у саобраћајној траци, односно сам коригује волан на правцу и у кривинама. Стандард је и камера за читање саобраћајних знакова, као и аутоматско кочење након судара у циљу избегавања тежих последица.
На европским тестовима судара 2018. године, XC40 је добио максималних пет звездица за безбедност.

## Мотори
Поред стандардних бензинских и дизел мотора, у понуди су и плаг-ин хибридне верзије, али и чисто електрични модели. Електрични модел носи назив P8 AWD Recharge и представља први модел у њиховој Recharge линији електричних модела. P8 AWD Recharge има по један електромотор на свакој осовини (са укупно 408 КС), батерије су смештене у поду возила и има погон на сва четири точка. Убрзање од 0 до 100 km/h траје 4,9 секунде, док је највећа брзина ограничена на 180 km/h. За овај модел није предвиђена посебна EV платформа, већ користи модификовану верзију постојеће CMA платформе. Аутомобил има аутономију од 400 км (по WLTP нормама), нови инфотејнмент систем са Гугле Андроид оперативним системом, као и батерије од 78 kWh (80 одсто капацитета се на брзом пуњачу пуни 40 минута).
| Модел       | Тип мотора        | Запремина | Снага                           | Момент          | Погон  | Мењач        | 0−100 km/h | Брзина   |
| Бензин      | Бензин            | Бензин    | Бензин                          | Бензин          | Бензин | Бензин       | Бензин     | Бензин   |
| ----------- | ----------------- | --------- | ------------------------------- | --------------- | ------ | ------------ | ---------- | -------- |
| Т2          | R3                | 1477 cm³  | 95 kW (127 КС)                  | 245 Nm          | Предњи | 6° мануелни  | 10,9 сек.  | 180 km/h |
| Т3          | R3                | 1477 cm³  | 115 kW (154 КС)                 | 265 Nm          | Предњи | 6° мануелни  | 9,3 сек.   | 200 km/h |
| Т3          | R3                | 1477 cm³  | 120 kW (160 КС)                 | 265 Nm          | Предњи | 6° мануелни  | 9,3 сек.   | 200 km/h |
| T4          | R4                | 1969 cm³  | 140 kW (190 КС)                 | 300 Nm          | Предњи | 8° аутоматик | 8,4 сек.   | 210 km/h |
| T4 AWD      | R4                | 1969 cm³  | 140 kW (190 КС)                 | 300 Nm          | 4×4    | 8° аутоматик | 8,5 сек.   | 210 km/h |
| B4          | R4 благи хибрид   | 1969 cm³  | 145 kW (194 КС)                 | 300 Nm          | Предњи | 8° аутоматик | 8,4 сек.   | 180 km/h |
| B4 AWD      | R4 благи хибрид   | 1969 cm³  | 145 kW (194 КС)                 | 300 Nm          | 4×4    | 8° аутоматик | 8,5 сек.   | 180 km/h |
| T5 AWD      | R4                | 1969 cm³  | 182 kW (244 КС)                 | 350 Nm          | 4×4    | 8° аутоматик | 6,5 сек.   | 230 km/h |
| T5 AWD PP   | R4                | 1969 cm³  | 184 kW (247 КС)                 | 400 Nm          | 4×4    | 8° аутоматик | 6,5 сек.   | 230 km/h |
| B5 AWD      | R4 благи хибрид   | 1969 cm³  | 184 kW (247 КС)                 | 350 Nm          | 4×4    | 8° аутоматик | 6,4 сек.   | 180 km/h |
| T4 Recharge | R3 плаг-ин хибрид | 1477 cm³  | 95 kW (127 КС) + 60 kW (80 КС)  | 245 Nm + 160 Nm | Предњи | 7° DCT       | 8,5 сек.   | 180 km/h |
| T5 Recharge | R3 плаг-ин хибрид | 1477 cm³  | 132 kW (177 КС) + 60 kW (80 КС) | 265 Nm + 160 Nm | Предњи | 7° DCT       | 7,3 сек.   | 205 km/h |
| Дизел       |                   |           |                                 |                 |        |              |            |          |
| D3          | R4                | 1969 cm³  | 110 kW (150 КС)                 | 320 Nm          | Предњи | 6° мануелни  | 9,9 сек.   | 200 km/h |
| D3 AWD      | R4                | 1969 cm³  | 110 kW (150 КС)                 | 320 Nm          | 4×4    | 6° мануелни  | 10,2 сек.  | 200 km/h |
| D3 PP       | R4                | 1969 cm³  | 118 kW (158 КС)                 | 360 Nm          | Предњи | 6° мануелни  | 9,9 сек.   | 200 km/h |
| D3 AWD PP   | R4                | 1969 cm³  | 118 kW (158 КС)                 | 360 Nm          | 4×4    | 6° мануелни  | 10,2 сек.  | 200 km/h |
| D4 AWD      | R4                | 1969 cm³  | 140 kW (190 КС)                 | 400 Nm          | 4×4    | 8° аутоматик | 7,9 сек.   | 210 km/h |
| D4 AWD PP   | R4                | 1969 cm³  | 147 kW (197 КС)                 | 440 Nm          | 4×4    | 8° аутоматик | 7,9 сек.   | 210 km/h |

## Галерија
- Предњи део
- Задњи део
- Унутрашњост